# خوسيه ماريا مينديبل
خوسيه ماريا مينديبل (بالإسبانية: José María Ortiz de Mendíbil)‏ (11 أغسطس 1926 - 15 سبتمبر 2015)، وُلد في بورتغاليتي في إقليم الباسك. كان حكم كرة قدم إسباني. برز نشاطه التحكيمي بين عامي 1953 و1973. خلال 18 موسماً حكم 241 مباراة في الدوري الإسباني.

## روابط خارجية
- خوسيه ماريا مينديبل على موقع Soccerway.com (الإنجليزية)